# COBIT
COBIT je framework vytvořený mezinárodní asociací ISACA pro správu a řízení informatiky (IT Governance). Jedná se o soubor praktik, které by měly umožnit dosažení strategických cílů organizace díky efektivnímu využití dostupných zdrojů a minimalizaci IT rizik. Prakticky je tedy určen především top manažerům k posuzování fungování ICT a auditorovi pro provádění auditu systému řízení ICT. Na rozdíl od ITIL, který je určen více manažerovi IT (CIO).

## Přehled
COBIT byl poprvé vydán roku 1996 a od té doby se postupně rozšířil například o auditní postupy, implementační nástroje, detailní cíle nebo manažerské postupy. Roku 2007 byla publikovaná verze COBIT 4.1 a v 1. čvtrtletí roku 2012 vyšla nejnovější verze 5.
COBIT vznikl jako akronym z anglického Control Objectives for Information and related Technology a definuje rozdělení IT do čtyř domén - plánování a organizace, akvizice a implementace, dodání a podpora a monitorování a vyhodnocování. V rámci těchto domén je popsáno celkem 34 procesů.